# Hans Whitte
Hans Whitte (1681 – 10. marts 1728) var en norsk præst og pædagogisk forfatter.
Hans Whitte var søn af Hans Whitte, vicepastor i Frosten nær Trondhjem, og Lucie Stensdatter Meldal. Han dimitteredes fra Trondhjems Skole 1698, tog 1700 teologisk attestats og 1706 magistergraden.
Whitte, der var i besiddelse af usædvanlige læregaver, holdt i København private kollegier, som blev flittig besøgte så vel af studenter som andre; de havde til genstand den politiske historie og geografien. Desuden oprettede han en privatskole, der fik mange disciple, men også mødte modstand. Under denne praktiske virksomhed udgav han dels på latin, dels på dansk (Sex Observationer om Lære-Kunstens rigtige og frugtbare Øvelse i Ungdommens Undervisning, samt deris Application til Studere-Kunsten i den syvende Observation tilsat dem til Tieneste, som sine egne Studeringer lykkeligen og vel agter at indrette, 1707) en række småskrifter om sprogundervisningen samt en på dansk affattet latinsk grammatik for begyndere (Forberedelse til en udførlig Underretning om en sikker Orden og Maade i det Latinske Sprog at lære, sampt af Underretningen en liden Deel, hvorudi alle Ting for det første Fierding-Aar indeholdes, 1708).
Han var en af de første i Danmark, som påviste nødvendigheden af, at skolen optog modersmålet blandt sine fag, og gav vink om fremgangsmåden derved. En lidt senere forfatter der også beskæftigede sig med pædagogikken Niels Ditlev Riegels omtalte Whitte som en person "der i Børne-Opdragelsen gierne kunde kaldes vor første Locke", med en henvisning til den engelske filosof John Locke der også udgav et berømt skrift om opdragelsen.
Sin befatning med skolevæsenet opgav han for bestandig, da han 1710 blev skibspræst på en ostindiefarer. 1714 udnævntes han til sognepræst i Manger i Bergens Stift, hvor han døde. Gift 1. (1715) med Anne Marie (død 1726), datter af Johan Madsen, Sognepræst i Lindaas, og
Anne Hansdatter, 2. (1727) med Helene Munthe, datter af Ludvig Munthe, sognepræst i Vik, og Karen Leganger.